# August Querfurt
August Querfurt, né en 1696 à Wolfenbüttel et mort en 1761 à Vienne, est un peintre allemand, spécialisé dans les scènes de chasse et de bataille.

## Biographie
August Querfurt est formé d'abord par son père Tobias Querfurt, peintre paysagiste et animalier, puis devient l'élève de Georg Philipp Rugendas à Augsbourg. Sa présence est attestée à Vienne à partir de 1743 ; en 1752, il est élu membre honoraire de l'Académie des beaux-arts de Vienne.
Querfurt peint principalement des tableaux de bataille à la manière de Jacques Courtois, Philips Wouwerman ou son maître Rugendas. Il peint notamment pour le duc Charles-Alexandre de Wurtemberg un cycle composé de douze tableaux de batailles, dont les deux tableaux colossaux de 11 mètres sur 4 mètres, La bataille de Belgrade et La bataille de Höchstädt. Pour l'impératrice Marie-Thérèse d'Autriche (1717-1780), il compose un cycle de huit peintures représentant les événements de la Guerre de Succession d'Autriche.

## Œuvres (sélection)

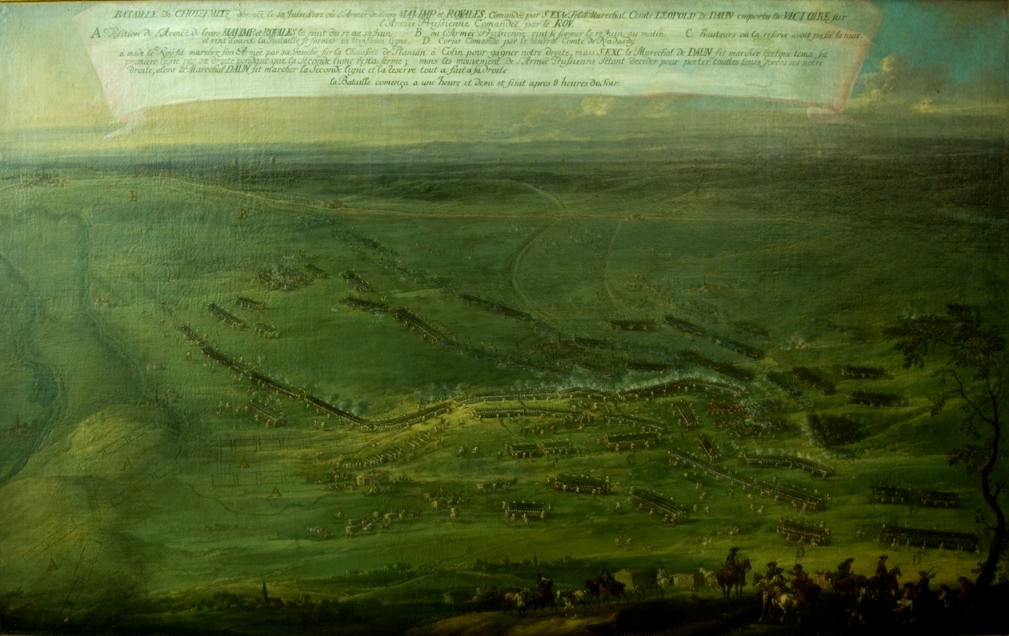
La Bataille de Kolin

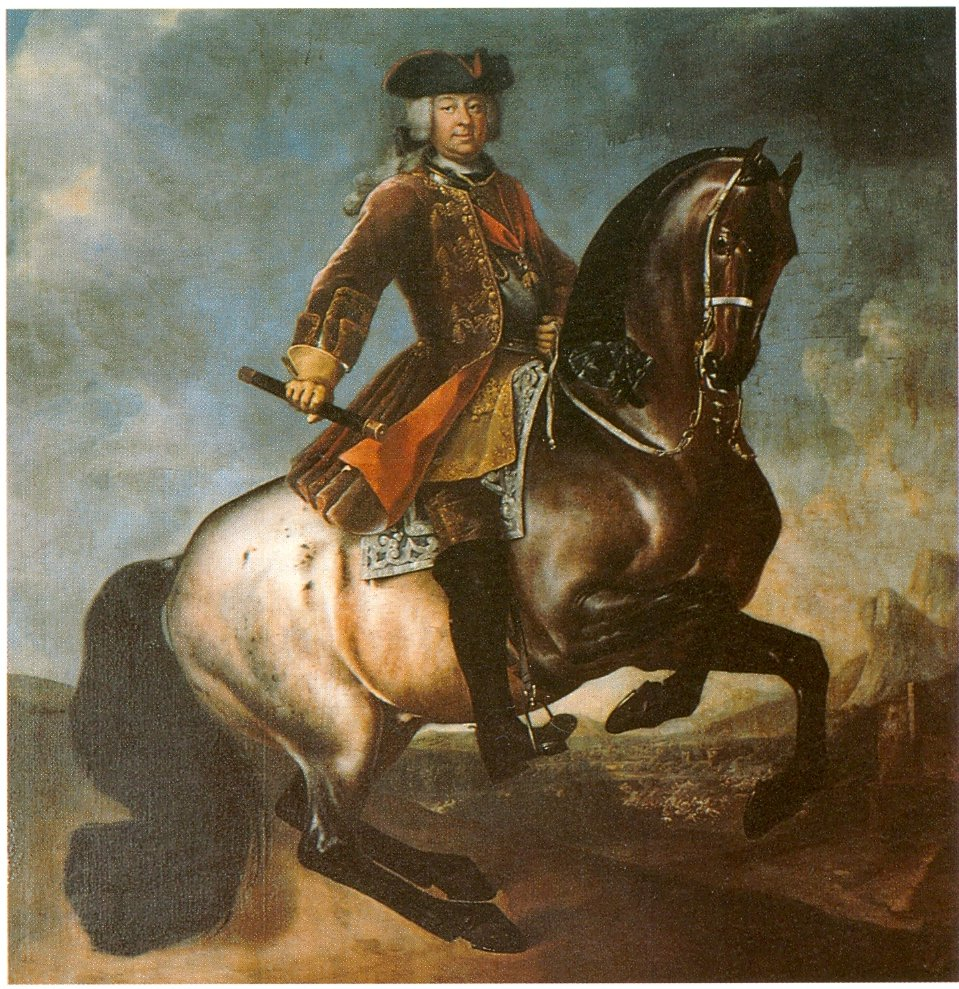
Portrait du duc Charles-Alexandre de Wurtemberg

- Revue de troupes, vers 1749, huile sur toile, 173 x 183 cm, Vienne, Musée d'histoire militaire ;
- La Bataille de Kolin, vers 1760, huile sur toile, 118 × 187 cm, Vienne, Musée d'histoire militaire[1].
- Portrait du duc Karl Charles-Alexandre de Wurtemberg, huile sur toile, Ludwigsburg, château.
- Attaque par un cavalier, huile sur toile, Saint-Pétersbourg, Musée de l'Ermitage.
- Scène de bataille, huile sur toile, Saint-Pétersbourg, Musée de l'Ermitage.
- Départ pour la chasse, huile sur bois, Vienne, Belvédère.
- Bataille de l'armée impériale contre l'armée turque, Varsovie, Palais Łazienki.
- Cavaliers au repos, huile sur bois, Bordeaux, Musée des Beaux-Arts[2].